# Prínia bruna
La prínia bruna (Prinia polychroa) és una espècie d'ocell passeriforme del gènere prinia que pertany a la família Cisticolidae.
La prínia de Myanmar (P. cooki) i la prínia d'Annam (P. rocki) estaven anteriorment agrupades amb aquesta espècie.

## Distribució i hàbitat
Es troba al sud-est asiàtic continental, concretament a la majoria de Tailàndia, Laos, Vietnam i Cambodja, així com a l'illa indonèsia de Java.
L'hàbitat natural és el bosc sec subtropical o tropical. Ara es considera que les poblacions de Myanmar, l'extrem occidental de Tailàndia, l'extrem occidental de Laos i el sud de la Xina pertanyen a la P. cooki, mentre que les poblacions de l'altiplà de Đà Lạt de Vietnam i l'extrem oriental de Cambodja es consideren que pertanyen a la P. rocki.

## Subespècies
Hi ha dues subespècies reconegudes:
- P. p. deignani, que es troba a Tailàndia, Laos, Vietnam i Cambodja. (Va rebre el nom en honor de l'ornitòleg nord-americà Herbert Girton Deignan.[3])
- P. p. polychroa, que està restringit a Java.

La P. p. deignani es considerava antigament una població oriental de la P. p. cooki (quan es considerava una subespècie) fins a l'estudi del 2019 que va dividir les poblacions birmanes i del sud de la Xina com a la P. cooki mentre reclassificava les poblacions tailandeses, laosianes i cambodjanes en una nova subespècie, la P. p. deignani.
La P. crinigera bangsi, ara considerada una subespècie de la prínia estriada (P. crinigera) també es considerava anteriorment una altra subespècie del sud de la Xina de la prínia bruna (P. p. bangsi) fins a l'estudi del 2019.